# Thompson (brzostrelka)
Thompson je bila najbolj znana ameriška brzostrelka iz druge svetovne vojne, ki jo je leta 1919 izumil ameriški general John Thompson.
Izumil jo je za boje v jarkih prve svetovne vojne. Ker se je vojna končala še preden so brzostrelko začeli izdelovati, so jo po vojni ponudili ameriški vojski. Ker je ta ni hotela, so jo ponudili civilnemu trgu. Zaradi visoke cene orožja je bilo povpraševanje po brzostrelki majhno. Eden prvih in večjih kupcev je bila  ameriška pošta, od tam pa je nekaj tega orožja prišlo v vrste ameriških marincev, ki so se takrat borili v t. i. banana vojnah. Večje število kosov pa je kupila tudi irska republikanska armada, ki se je takrat borila proti britanski zasedbi Irske. Najbolj pa je brzostrelka postala znana v času prohibicije in velike gospodarske krize, ko so jo pričele uporabljati različne kriminalne združbe. Učinkovitost orožja je bila krvavo prikazana v znamenitem pokolu v Chicagu 14. februarja 1929, ko so pripadniki Al Caponove skupine hladnokrvno postrelili šest pripadnikov nasprotne gangsterske skupine. Prav zaradi tega dogodka je Thompsona začela uporabljati tudi policija, ki do takrat ni imela orožja s tako ognjeno močjo. Od leta 1919, ko je bilo orožje razvito, pa do danes je bilo izdelanih osem različnih verzij tega orožja.
Leta 1938 je brzostrelko v uporabo sprejela tudi vojska ZDA. To jo je skupaj s svojimi zavezniki uporabljala vse do konca druge svetovne vojne. Med vojno je brzostrelka doživela številne predelave in izboljšave s katerimi so predvsem želeli doseči nižji čas in stroške izdelave. Prav zadnje pa je bila največja slabost tega orožja. Zaradi visoke cene izdelave so tekom vojne izdelali razmeroma majhno število kosov tega orožja, zato so s tem orožjem oboroževali večinoma častnike na bojišču, zaledne enote, padalce, izvidnike in ostale specialne enote.
Po drugi svetovni vojni so brzostrelko široko uporabljali še v korejski vojni in vojni v indokini, nekaj pa tudi v vietnamski vojni, dokler jo niso proti koncu šestdesetih let dokončno umaknili iz uporabe. Vendar pa to še zdaleč ni bil konec tega slavnega orožja, nekaj primerkov te brzostrelke se je pojavilo v nedavnih balkanskih vojnah.
Thompson je orožje, ki deluje na principu kratkega trzanja cevi. Kaliber orožja znaša 11,43 mm, za delovanje pa uporablja enovit naboj .45 ACP (11,43x23 mm). Krogla na ustju cevi doseže hitrost 280 m/s, orožje pa lahko strelja s kadenco od 800 do 850 nabojev/min. Samo orožje je dolgo 851 mm, težko pa 4,9 kg  kar je nekoliko preveč za brzostrelko. Prav teža pa je bila druga velika slabost tega orožja. Poleg visoke proizvodnje cene je imelo orožje med streljanjem težave tudi z odsunom, kar je močno vplivalo na natančnost. Problem so rešili s kompenzatorjem odsuna. Brzostrelka se je polnila s okvirji po 20 in 30 nabojev ter bobnom po 50 in 100 nabojev.   
Različice so: M1921, M1921AC, M1921A, M1927, M1928, M1928A1, M1, M1A1 in Thompson karabinka.
Proizvajalci so bili: Auto-Ordnance Company, Birmingham Small Arms, Colt's Manufacturing Company in Savage Arms.
Bila je uporabljena v naslednjih vojnah: druga svetovna vojna, korejska vojna, vietnamska vojna, irska državljanska vojna, kitajska državljanska vojna, vojna v Indokini, arabsko-izraelske vojne in vojne v bivši Jugoslaviji.

## Galerija
- Thompson M1A1
- Od zgoraj navzdol: M1 Garand, M1A1 karabinka in M1A1 Thompson
- Britanski desetnik z M1928A1, 1940

1. 1 2 3 4 5 6 7 8 9 10 11  http://www.sandinorebellion.com/PCDocs/1928a/PC280104b-Brown.html